# جورج بال (سياسي)
جورج بال هو سياسي كندي، ولد في 11 سبتمبر 1838 في شومبلان في كندا، وتوفي في 2 يونيو 1928 في مدينة كيبك في كندا. حزبياً، نشط في حزب كندا المحافظ. وقد انتخب عمدة وانتخب عضو الجمعية الوطنية في كيبك ‏ وانتخب عضو مجلس العموم الكندي.